# Cumberland Wildpark
Koordinaten: 47° 48′ 24,6″ N, 13° 57′ 2,4″ O
Der Cumberland Wildpark ist ein Wildpark im Bundesland Oberösterreich, im Salzkammergut, nahe Grünau im Almtal. Der Almsee und der Wildpark Grünau liegen tief eingebettet zwischen den steilen Felsen am Nordrand des Toten Gebirges.
Der durch das Wirken von Konrad Lorenz bekannte Tierpark bietet verschiedenen Tierarten auf einer Fläche von 60 ha ihren natürlichen Lebensraum. Bedrohte Tierarten wie Urwildpferde sind zu bestaunen. Weit gezogene Wanderwege führen durch den Park, mit seinen 70 verschiedenen Tierarten und insgesamt ca. 500 Tieren.
Der Wildpark wurde in den 1970er Jahren von der Herzog von Cumberland Stiftung gegründet, einer Familienstiftung des Welfenhauses, das seit seiner Entthronung im Königreich Hannover 1866 Exil in Österreich genommen hatte und auf Schloss Cumberland in Gmunden lebte.